# ロード・ロック・ヴォリューム・ワン
| 専門評論家によるレビュー | 専門評論家によるレビュー |
| レビュー・スコア         | レビュー・スコア         |
| 出典                     | 評価                     |
| ------------------------ | ------------------------ |
| AllMusic                 | [ 2 ]                    |
| Robert Christgau         | B+                       |
| Rolling Stone            | [ 4 ]                    |

『ロード・ロック・ヴォリューム・ワン』（Road Rock Vol. 1: Friends & Relatives）は、カナダ／アメリカのミュージシャン、ニール・ヤングが2000年にリリースしたライヴ・アルバム。ベン・キース、クリッシー・ハインド、ダック・ダン、ヤングの当時の妻ペギ、妹のアストリッドらが名を連ねている。このアルバムには、ヤングの『ディス・ノーツ・フォー・ユー』時代の未発表曲「Fool for Your Love」と、ボブ・ディランのカヴァー「All Along the Watchtower」が収録されている。
2000年9月19日と20日にレッド・ロックス・アンフィシアターで行われたヤングのコンサートの模様を収録したDVD/VHSビデオ『Red Rocks Live, Neil Young Friends & Relatives』も、このアルバムに合わせてリリースされた。『Red Rocks Live』はデヴィッド・ヒューイットがリモート・レコーディング・サービスのシルバー・トラックで録音した。

## トラックリスト

### CD
All tracks composed by Neil Young; except where indicated
1. "Cowgirl in the Sand" – 18:11 - San Diego 9/25/2000
2. "Walk On" – 4:01   - Vancouver 10/1/2000
3. "Fool for Your Love" (previously unreleased) – 3:20  - Santa Barbara 9/28/2000
4. "Peace of Mind" – 4:52  - Vancouver 10/1/2000
5. "Words" – 11:07  - Vancouver 10/1/2000
6. "Motorcycle Mama" – 4:12  - San Diego 9/25/2000
7. "Tonight's the Night" – 10:34 - San Diego 9/25/2000
8. "All Along the Watchtower" (Bob Dylan) – 8:11  - Cleveland 8/29/2000

### DVD
1. "Intro"
2. "Motorcycle Mama"
3. "Powderfinger"
4. "Everybody Knows This Is Nowhere"
5. "I Believe In You"
6. "Unknown Legend"
7. "Fool For Your Love"
8. "Buffalo Springfield Again"
9. "Razor Love"
10. "Daddy Went Walkin'"
11. "Peace of Mind"
12. "Walk On"
13. "Winterlong"
14. "Bad Fog of Loneliness"
15. "Words"
16. "Harvest Moon"
17. "World on a String"
18. "Tonight's The Night"
19. "Cowgirl In The Sand"
20. "Credits"
21. "Mellow My Mind"

## 参加ミュージシャン
- ニール・ヤング - ギター、ピアノ、ヴォーカル、プロダクション
- ベン・キース - ギター、ラップ・スライド、ペダル・スティール、ヴォーカル、プロダクション
- スプーナー・オールダム - ピアノ、ウーリッツァー・エレクトリック・ピアノ、ハモンドB3オルガン
- ドナルド・"ダック"・ダン - ベース
- ジム・ケルトナー - ドラム、パーカッション
- アストリッド・ヤング - ヴォーカル
- ペギ・ヤング - ヴォーカル
- クリッシー・ハインド - ギター、ヴォーカル（"All Along the Watchtower "に参加）

制作スタッフ
- ゲイリー・バーデン、ジェニス・ヘオ - アートディレクション＆デザイン
- ダニー・クリンチ、リン・ラブレン、クリフ・バービンズ、デイモン・ヘネシー - 撮影
- ティム・マリガン、ジョン・ドレーン - ミキシング
- ジョン・ハンロン - ポストプロダクションエンジニアリング
- バーニー・グランドマン - デジタルマスタリングエンジニア
- エリオット・ロバーツ - ディレクション